# Chaetabraeus subsetosulus
Chaetabraeus subsetosulus är en skalbaggsart som först beskrevs av G. Müller 1944.  Chaetabraeus subsetosulus ingår i släktet Chaetabraeus och familjen stumpbaggar. Inga underarter finns listade i Catalogue of Life.